# The Other Side of Abbey Road
Albums de George Benson
Tell It Like It Is
(1969) Beyond the Blue Horizon
(1971)
The Other Side of Abbey Road est le huitième album studio du guitariste et chanteur de jazz américain George Benson, sorti en juin 1970. 
L'album, enregistré entre octobre et novembre 1969 au studio Van Gelder, contient des reprises de l'album Abbey Road des Beatles de 1969. C'est le dernier album de George Benson paru chez A&M Records. Sur la pochette de l'album figure une photographie de George Benson prise par Eric Meola dans la 53e Rue E à New York. 
Lors de la réédition de l'album aux États-Unis en 1976, l'album atteint la 125e place du classement Billboard 200 et la 28e place du classement jazz.

## Réception
Dans une critique rétrospective, le service de musique en ligne Rhapsody a fait l'éloge de l'album, le qualifiant de « remarquable », de « sortie merveilleuse », et le citant comme l'un de ses 20 albums de reprises préférés.

## Liste des titres
Toutes les chansons sont écrites et composées par Lennon/McCartney, sauf Something et Here Comes the Sun de George Harrison, et Octopus's Garden de Ringo Starr..
| 1. | Golden Slumbers              | 2:35 |
| 2. | You Never Give Me Your Money | 3:07 |
| 3. | Because / Come Together      | 7:35 |
| 4. | Oh! Darling                  | 3:55 |

| Face B | Face B                       | Face B | Face B | Face B | Face B | Face B | Face B | Face B | Face B |
| No     | Titre                        | Durée  |        |        |        |        |        |        |        |
| ------ | ---------------------------- | ------ | ------ | ------ | ------ | ------ | ------ | ------ | ------ |
| 4.     | Here Comes the Sun           | 2:25   |        |        |        |        |        |        |        |
| 5.     | I Want You (She's So Heavy)  | 6:20   |        |        |        |        |        |        |        |
| 6.     | Something / Octopus's Garden | 4:30   |        |        |        |        |        |        |        |
| 7.     | The End                      | 1:55   |        |        |        |        |        |        |        |
| 32:22  |                              |        |        |        |        |        |        |        |        |

## Crédits
Musiciens
- George Benson – guitare, chant
- Bob James – piano acoustique, orgue, clavecin
- Herbie Hancock – piano acoustique, orgue, clavecin
- Ernie Hayes – piano acoustique, orgue, clavecin
- Ron Carter – basse
- Jerry Jemmott – basse
- Idris Muhammad – batterie
- Ed Shaughnessy (en) – batterie
- Ray Barretto – percussion
- Andy Gonzalez – percussion
- Phil Bodner – flûte, hautbois
- Hubert Laws – flute
- Don Ashworth – saxophone baryton
- Sonny Fortune – saxophone alto
- Jerome Richardson – saxophone ténor, clarinette, flûte
- Wayne Andre – trombone, euphonium
- Freddie Hubbard – trompette
- Mel Davis – trompette, bugle
- Bernie Glow (en) – trompette, bugle
- Marvin Stamm (en) – trompette, bugle
- Don Sebesky – arrangements

Cordes
- George Ricci – violoncelle
- Emanuel Vardi (en) – alto
- Raoul Poliakin – violon
- Max Pollikoff (en) – violon

Technique
- Creed Taylor – producteur
- Rudy Van Gelder – ingénieur du son
- Sam Antupit – conception
- Eric Meola (en) – photographie

## Classements
| Classement (1976)            | Meilleure position |
| ---------------------------- | ------------------ |
| États-Unis (Billboard 200)   | 125                |
| États-Unis (Top Jazz Albums) | 28                 |